# 아인 랜드

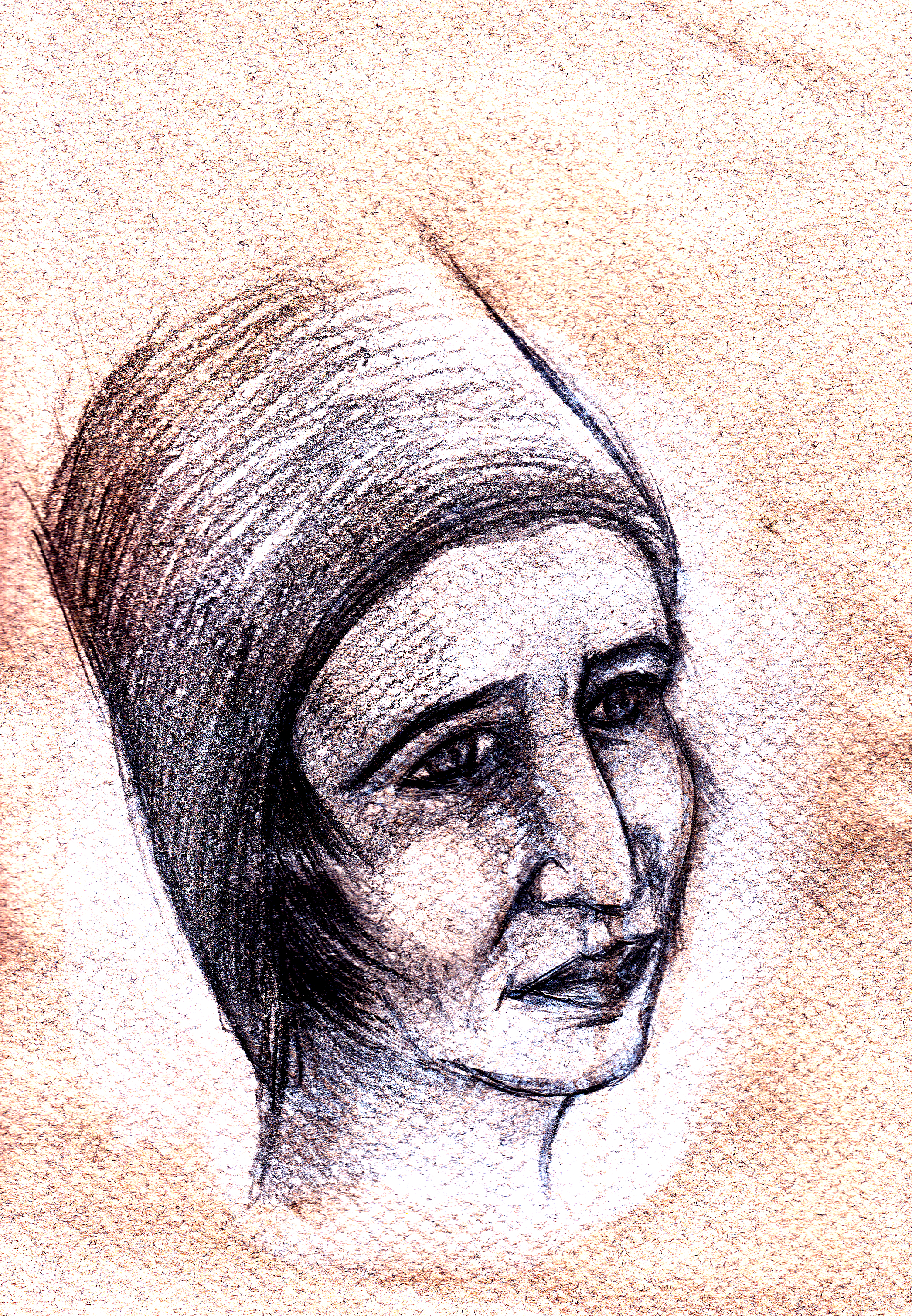
아인 랜드 그림

아인 랜드(영어: Ayn Rand, Alisa Zinovyevna Rosenbaum, 러시아어: Али́са Зино́вьевна Розенба́ум, 1905년 2월 2일 - 1982년 3월 6일)는 유대인 러시아계 미국인 소설가, 극작가, 영화 각본가다. 베스트셀러 소설 《파운틴헤드》와 《아틀라스: 지구를 떠받치기를 거부한 신》과 객관주의라는 철학적 시스템을 발전시킨 것으로 가장 잘 알려졌다.

## 생애
러시아에서 태어나 교육을 받은 후 1926년에 미국으로 이민갔다. 브로드웨이에서 1935~6년까지 2개의 연극 감독을 맡았고 2개의 소설로 실패를 겪었으나 1943년 소설 《파운틴헤드》를 통해 유명인이 되었다.
1957년, 그녀는 대표작 《아틀라스: 지구를 떠받치기를 거부한 신》를 출판하였고, 그 이후부터는 철학적 신념을 더 알리기 위해 논픽션을 쓰기 시작했다. 그녀는 1982년 세상을 떠나기 전까지 잡지사를 설립하고 많은 수필 모음집을 발표했다. 랜드는 지식을 쌓기 위한 방법으로는 오로지 논리만 추구하였고 믿음이나 종교를 거부하였다. 합리적이고 윤리적 자기중심주의를 지지하였으며 이타주의는 반대하였다.
랜드는 1982년 뉴욕시티에 있는 그녀의 집에서 심장 부전으로 사망하였다.

## 철학
그녀 사상의 중심이 되는 “객관주의”는 이성이 직관과 본능, 선험적 지식보다 우선시되는 입장이다. 이러한 그녀의 사상은 그녀의 작품에서 한 대상을 영웅화시킴으로써 드러나는데, 그 대상의 성취와 이성이 유일한 절대적 요소이며, 가장 고귀한 활동으로 그려진다. 윤리적으로 그녀의 객관주의 사상은 이성적, 윤리적 자기중심주의로 이어지는데 그녀는 자신의 자기중심주의를 “이기심의 미덕”이라고 여겼다. 이는 개인은 다른 가치나 공동의 행복을 위해 자신의 신념을 희생시키면 안 된다는 믿음이다.
| “ | 모든 인간은 다른 사람의 목적에 부합하는 수단이 아니라 자기 자신을 위해 존재한다. | ” |

정치적으로 그녀의 사상은 개인의 재산권을 포함하는 권리를 강조하는 것으로 나아간다. 그녀는 이러한 개인에 대한 권리의 보호를 위한 자유방임주의가 유일한 도덕적인 사회적 시스템이라고 여긴다. 또한 국가 통제주의에 반하는 경향을 보이며, 국가나 집단의 영향을 최소화해야만 완전한 개인의 권리를 추구할 수 있다고 주장한다. 그녀는 권리가 헌법상으로 제한된 정부에 의해 보호되어야 한다고 믿는데, 이로 인해 그녀의 정치적 견해는 보수주의나 자유주의로 분류되고는 한다. 하지만 그녀는 “급진적 자본주의”라는 용어를 더 선호하며, 그녀가 보수주의와 정치적 의견을 같이 하면서도 종교 및 윤리적 측면에서는 다른 입장을 취하는 이유이다.
또한 그녀는 자본주의의 새로운 해석을 제시한다. 그녀에 따르면 자본주의란 재산권을 포함한 모든 개인의 권리를 인정하는 데 의거하고 있다. 따라서 자본주의라는 개념 자체에는 ‘공공의 이익’이라는 결과를 포함하지 않고 있다는 것이 그녀의 입장이다. 따라서 공공의 이익은 자본주의의 목적이 될 수 없으며, 자본주의는 지극히 개인주의적 개념으로 존재해야 한다고 말한다. 이처럼 객관주의는 개인이 공동체의 행복을 떠나서 자신만의 신념과 이익을 추구한다는 것은 결코 비난할 수 없다고 믿기 때문에 윤리적 자기중심주의를 합리화할 수 있는 바탕이 된다.

## 파운틴헤드 (영화)
파운틴헤드(The Fountainhead)는 1949년에 개봉한 킹 비도르가 감독한 영화다. 아인 랜드가 쓴 파운틴헤드(소설)을 영화화한 작품으로 대본 역시 랜드가 집필하였다. 주인공은 모더니즘 건축 양식에 심취한 젊은 건축가 하워드 로크(Howard Roark)이다. 그는 건축에 대한 신념을 지닌 개인으로서 대중이 원하는 헬레니즘 건축 양식과 타협하지 않고 그의 생애에 걸쳐 대항한다. 여자 주인공 도미니크 프랭콘(Dominique Francon) 역시 순응주의적 상업 예술을 혐오하고 그런 현실에 절망하여 그 어떠한 것에도 애정을 가지려 하지 않는다. 그러는 와중에 하워드 로크를 만나 그의 예술적 신념에 반해 사랑에 빠진다. 게일 와이난드(Gail Wynand)는 뉴욕에서 가장 큰 영향력을 행사하는 신문 <배너>(The Banner)의 사장으로 처음에는 하워드 로크의 건축에 대한 신념을 위협으로 보고 여론몰이를 통해 그를 억압하지만 나중에는 결국 그의 신념을 받아들이고 친구가 된다.
랜드는 파운틴헤드의 주요 주제를 '정치적인 측면이 아닌 개인의 내적 측면에서 드러나는 개인주의와 집단주의 사이의 갈등'이라 설명했다 ("individualism versus collectivism, not in politics but within a man's soul"). 영화 속에서의 하워드 로크의 승리는 타성에 물든 집단에 대한 개인의 승리를 의미한다. 이는 신념을 가지고 싸웠지만 굴복한 게일과 극명하게 대조되어 더욱 강조된다. 여주인공 도미니크 역시 예술적 신념을 지닌 개인으로 표현되지만, 남성인 하워드 로크나 게일 와이난드에 의해 그녀의 신념이 좌절되기도 하고 보상받기도 한다.

## 대중 문화 속의 아인 랜드
아인 랜드의 삶을 다룬 영화 The Passion of Ayn Rand가 있다. AMC의 텔레비전 드라마 매드 맨에 아인 랜드의 이름 그리고, 아틀라스가 등장한다.

## 저서

### 소설과 드라마
- 파운틴헤드 (1943년)
- 아틀라스: 지구를 떠받치기를 거부한 신
- 성가 (소설)

### 비소설
- 1월 16일 밤에 생긴 일
- 이기심의 미덕
- 자본주의: 미지의 이상
- 새로운 지식인을 위하여

## 같이 보기
- 아틀라스 (소설)
- 객관주의
- 파운틴헤드 (소설)
- 파운틴헤드 (영화)
- 야론 브룩
- 루트비히 폰 미제스
- 밀턴 프리드먼